# 中村卷管螺
中村卷管螺（学名：Compsodrillia nakamurai），是新腹足目卷管螺科Compsodrillia属的一种。主要分布于台湾，常栖息在泥沙质海底。